# À la recherche du temps perdu
Pour les articles homonymes, voir À la recherche du temps perdu (homonymie).
À la recherche du temps perdu, couramment évoqué plus simplement sous le titre La Recherche, est un roman de Marcel Proust, écrit de 1906 à 1922 et publié de 1913 à 1927 en sept tomes, dont les trois derniers parurent après la mort de l’auteur. Plutôt que le récit d'une séquence déterminée d'événements, cette œuvre s'intéresse non pas aux souvenirs du narrateur mais à une réflexion psychologique sur la littérature, sur la mémoire et sur le temps. Cependant, comme le souligne Jean-Yves Tadié dans Proust et le roman, tous ces éléments épars se découvrent reliés les uns aux autres quand, à travers toutes ses expériences négatives ou positives, le narrateur (qui est aussi le héros du roman), découvre le sens de la vie dans l'art et la littérature au dernier tome.
À la recherche du temps perdu est parfois considéré comme l'une des plus importantes œuvres littéraires de tous les temps,,.

## Résumé
Le roman est publié en sept tomes :
1. Du côté de chez Swann (à compte d’auteur chez Grasset en 1913, puis dans une version modifiée chez Gallimard en 1919)
2. À l'ombre des jeunes filles en fleurs (1919, chez Gallimard ; reçoit le prix Goncourt la même année)
3. Le Côté de Guermantes (en deux volumes, chez Gallimard, 1920-1921)
4. Sodome et Gomorrhe I et II (chez Gallimard, 1921-1922)
5. La Prisonnière (posth. 1923)
6. Albertine disparue (posth. 1925 ; titre original : La Fugitive)
7. Le Temps retrouvé (posth. 1927)

En considérant ce découpage, son écriture et sa publication se sont faites parallèlement, et la conception même que Proust avait de son roman a évolué au cours de ce processus.  
Alors que le premier tome est publié à compte d’auteur chez Grasset en 1913 grâce à René Blum (Proust en conserve la propriété littéraire), la guerre interrompt la publication du deuxième tome et permet à Proust de remodeler son œuvre, cette dernière prenant de l'ampleur au fil des nuits de travail qui l'épuisent. L'auteur retravaille sans cesse ses dactylographies autant que ses brouillons et ses manuscrits, et souhaite mettre fin à sa collaboration avec l'éditeur. La Nouvelle Revue française, dirigée par Gaston Gallimard, est en pleine bataille éditoriale avec Grasset depuis 1914 mais a commis l'erreur de refuser en 1913 de publier Du côté de chez Swann par l'entremise d'André Gide, figure dominante du comité éditorial de la NRF qui juge que c'est un livre de snob dédié à Gaston Calmette, directeur du Figaro,. La NRF qui se prétend le fleuron du renouveau des lettres françaises aggrave son cas le 1er janvier 1914 lorsqu'un de ses fondateurs Henri Ghéon juge Du côté de chez Swann « une œuvre de loisir dans la plus pleine acception du terme ». Pourtant des écrivains de renom comme Lucien Daudet, Edith Wharton et Jean Cocteau ne tarissent pas d'éloges sur ce premier tome. André Gide reconnaît vite son erreur et supplie Proust de rejoindre la NRF qui a retrouvé des moyens d'imprimer, au contraire de Grasset. Proust fait part à Grasset de son intention de le quitter en août 1916, et après un an de règlement du problème (question des indemnités, des compensations, solde des droits sur Swann), Gaston Gallimard lance la fabrication de deux volumes et rachète à son concurrent en octobre 1917 les quelque deux cents exemplaires de Swann qui n’ont pas été vendus : il les revêt d’une couverture NRF et d’un papillon de relais avant de les remettre en vente.

### Du côté de chez Swann

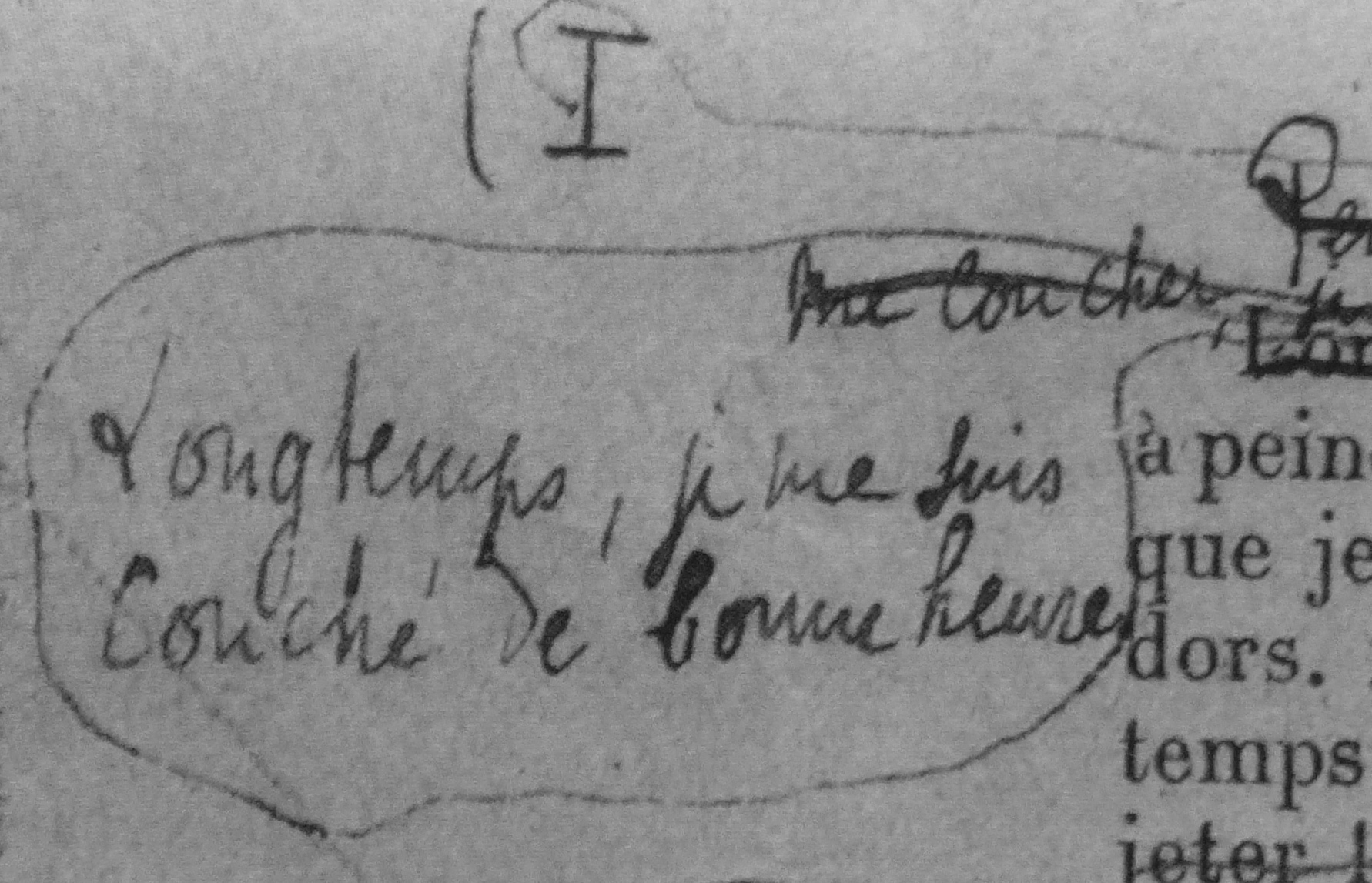
« Longtemps, je me suis couché de bonne heure », incipit autographe de M. Proust, À la recherche du temps perdu, tome 1, 1908-1909.

Combray (d'après le nom littéraire donné par Proust à son village d'enfance, Illiers, rebaptisé après sa mort Illiers-Combray) est un petit ensemble qui ouvre La Recherche du Temps Perdu. Le narrateur, adulte, songe aux différentes chambres où il a dormi au cours de sa vie, notamment celle de Combray, où il passait ses vacances lorsqu’il était enfant. Cette chambre se trouvait dans la maison de sa grand-tante : « La cousine de mon grand-père — ma grand-tante — chez qui nous habitions… »
Le narrateur se remémore à quel point l’heure du coucher était une torture pour lui ; cela signifiait qu’il allait passer une nuit entière loin de sa mère, ce qui l’angoissait au plus haut point : « …le moment où il faudrait me mettre au lit, loin de ma mère et de ma grand-mère, ma chambre à coucher redevenait le point fixe et douloureux de mes préoccupations. » Pendant longtemps, il ne se souvint que de cet épisode de ses séjours dans la maison de sa grand-tante. Et puis, un jour, sa mère lui proposa une tasse de thé et des madeleines, qu’il refusa dans un premier temps puis finit par accepter. C’est alors que, des années après son enfance, le thé et les miettes du gâteau firent remonter toute la partie de sa vie passée à Combray : « … et tout Combray et ses environs, tout cela qui prend forme et solidité, est sorti, ville et jardins, de ma tasse de thé. » Ce passage donna naissance à l'expression populaire « madeleine de Proust », utilisée pour qualifier un aliment le plus souvent, qui rappelle d'heureux souvenirs à quelqu'un.
Cette partie de la vie du narrateur n’était pas seulement marquée par le drame du coucher. Elle fut l’occasion de s’éveiller aux sens (l’odeur des aubépines, la vue de la nature autour de Combray, lors de promenades familiales), à la lecture (les romans de Bergotte, auteur fictif qui d'ailleurs sera lui-même un personnage du roman) ; le narrateur se promène de part et d’autre de Combray avec sa famille : du côté de Méseglise, ou du côté de Guermantes si le temps le permet. Il adore sa mère et sa grand-mère, mais, plus globalement, sa famille apparaît comme un cocon dans lequel le narrateur enfant se sent heureux, protégé et choyé.
Un amour de Swann est une parenthèse dans la vie du narrateur. Il y relate la grande passion qu’a éprouvée Charles Swann (qu'on a rencontré dans la première partie comme voisin et ami de la famille) pour une cocotte, Odette de Crécy. Dans cette partie, on voit un Swann amoureux mais torturé par la jalousie et la méfiance vis-à-vis d’Odette. Les deux amants vivent chacun chez soi, et dès que Swann n’est plus avec son amie, il est rongé par l’inquiétude, se demande ce que fait Odette, si elle n’est pas en train de le tromper. Odette fréquente le salon des Verdurin, couple de riches bourgeois qui reçoivent tous les jours un cercle d’amis pour dîner, bavarder ou écouter de la musique. Dans un premier temps, Swann rejoint Odette dans ce milieu, mais au bout d’un moment, il a le malheur de ne plus plaire à madame Verdurin et se fait écarter des soirées organisées chez elle. Il a alors de moins en moins l’occasion de voir Odette et en souffre affreusement, puis peu à peu il se remet de sa peine et s’étonne : « Dire que j’ai gâché des années de ma vie, que j’ai voulu mourir, … pour une femme…qui n’était pas mon genre ! » Cette parenthèse n’est pas anecdotique. Elle prépare la partie de la Recherche dans laquelle le héros connaîtra des souffrances similaires à celles de Swann.
Noms de pays : le nom commence par une rêverie sur les chambres de Combray, et sur celle du grand hôtel de Balbec (ville imaginaire inspirée en partie à Proust par la ville de Cabourg). Adulte, le narrateur compare, différencie ces chambres. Il se souvient que, jeune, il rêvait sur les noms de différents lieux, tels Balbec, mais aussi Venise, Parme ou Florence. Il aurait alors aimé découvrir la réalité qui se cachait derrière ces noms, mais le docteur de la famille déconseilla tout projet de voyage à cause d’une vilaine fièvre que contracta le jeune narrateur. Il dut alors rester dans sa chambre parisienne (ses parents vivaient à deux pas des Champs-Élysées) et ne put s’octroyer que des promenades dans Paris avec sa nourrice Françoise. C’est là qu’il fit la connaissance de Gilberte Swann, qu’il avait déjà aperçue à Combray. Il se lia d’amitié avec elle et en tomba amoureux. Sa grande affaire fut à ce moment d’aller jouer avec elle et ses amies dans un jardin proche des Champs-Élysées. Il se débrouille pour croiser les parents de Gilberte dans Paris, et salue Odette Swann, devenue la femme de Swann, et la mère de Gilberte.

### À l’ombre des jeunes filles en fleurs
À l’ombre des jeunes filles en fleurs commence à Paris, et toute une partie intitulée Autour de Madame Swann marque l’entrée de notre héros dans la maison des parents de Gilberte Swann. Il s’y rend sur invitation de sa jeune amie, pour jouer ou goûter. Il est si épris qu’une fois rentré chez ses parents, il fait tout pour orienter les sujets de conversation sur le nom de Swann. Tout ce qui constitue l’univers des Swann lui semble magnifique : « …je ne savais ni le nom ni l’espèce des choses qui se trouvaient sous mes yeux, et comprenais seulement que quand elles approchaient les Swann, elles devaient être extraordinaires… » Il est heureux et fier de sortir dans Paris avec les Swann. C’est au cours d’un dîner chez eux qu’il rencontre l’écrivain Bergotte, dont il aime les livres depuis longtemps. Il est désappointé : le vrai Bergotte est à mille lieues de l’image qu’il s’était forgée de lui à la lecture de ses œuvres ! « Tout le Bergotte que j’avais lentement et délicatement élaboré… se trouvait d’un seul coup ne plus pouvoir être d’aucun usage… » Sa relation avec Gilberte évolue : ils se brouillent et le narrateur décide de ne plus la voir. Sa peine est intermittente. Peu à peu il parvient à se détacher d’elle, à ne plus ressentir que de l’indifférence à l’égard de Gilberte. Il reste néanmoins lié avec Odette Swann. 
Deux ans après cette rupture, il part à Balbec avec sa grand-mère (dans la partie intitulée Noms de pays : le pays). Il est malheureux lors du départ pour cette station balnéaire, car il va se trouver éloigné de sa mère. Sa première impression de Balbec est la déception. La ville est très différente de ce qu’il avait imaginé. En outre, la perspective d’une première nuit dans un endroit inconnu l’effraie. Il se sent seul puis, jour après jour, il observe les autres personnes qui fréquentent l’hôtel. Sa grand-mère se rapproche d’une de ses vieilles amies, madame de Villeparisis. C’est le début de promenades dans la voiture de cette aristocrate. Au cours de l’une d’elles, le narrateur ressent une étrange impression en apercevant trois arbres, alors que la voiture se rapproche d’Hudimesnil. Il sent le bonheur l’envahir mais ne comprend pas pourquoi. Il sent qu’il devrait demander qu’on arrête la voiture pour aller contempler de près ces arbres mais par paresse, il y renonce. Madame de Villeparisis lui présente son neveu, Saint-Loup, avec lequel le héros se lie d’amitié. Il retrouve Albert Bloch, un ami d'enfance, qu'il présente à Saint-Loup. Il rencontre enfin le baron de Charlus (un Guermantes, comme madame de Villeparisis et bien d’autres personnages de l’œuvre de Proust). Le héros est surpris par le comportement étrange du baron : celui-ci commence par dévisager intensément notre héros, puis une fois qu’il a fait connaissance avec lui, il se montre incroyablement lunatique. Petit à petit, le narrateur élargit le cercle de ses connaissances : Albertine Simonet et ses amies deviennent ses amies et au début, il se sent attiré par plusieurs de ces jeunes filles. Il finit par tomber amoureux d’Albertine. Le mauvais temps arrive, la saison se termine et l’hôtel se vide.

### Le Côté de Guermantes
Le Côté de Guermantes : Ce volet est divisé en deux parties, dont les événements se déroulent essentiellement à Paris : les parents du narrateur y changent de logement et vivent désormais dans une partie de l’hôtel des Guermantes. Leur bonne, la vieille Françoise, regrette ce déménagement. Le narrateur rêve au nom des Guermantes, comme jadis il rêvait aux noms de pays. Il aimerait beaucoup pénétrer dans le monde des aristocrates. Pour tenter de se rapprocher de madame de Guermantes, qu’il importune à force de la suivre indiscrètement dans Paris, il décide de rendre visite à son ami Robert de Saint-Loup, qui est en garnison à Doncières : « L’amitié, l’admiration que Saint-Loup avait pour moi, me semblaient imméritées et m’étaient restées indifférentes. Tout d’un coup j’y attachai du prix, j’aurais voulu qu’il les révélât à Madame de Guermantes, j’aurais été capable de lui demander de le faire. » Il rend donc visite à son ami qui le reçoit avec une très grande gentillesse et est aux petits soins pour lui. Lors d'une soirée, l’affaire Dreyfus est un sujet de conversation.[à vérifier] De retour à Paris, le héros s’aperçoit que sa grand-mère est malade. Saint-Loup profite d’une permission pour se rendre à Paris ; il souffre à cause de sa maîtresse, Rachel, que le narrateur identifie comme une ancienne prostituée qui travaillait dans une maison de passe. Le narrateur fréquente le salon de madame de Villeparisis, l’amie de sa grand-mère ; il observe beaucoup les personnes qui l’entourent. Cela donne au lecteur une image très fouillée du faubourg Saint-Germain entre la fin du dix-neuvième siècle et le début du vingtième. Le narrateur commence à fréquenter le salon des Guermantes. La santé de sa grand-mère continue à se détériorer : elle est victime d’une attaque en se promenant avec son petit-fils.

### Sodome et Gomorrhe
Le titre évoque deux villes bibliques détruites par Dieu pour punir les habitants, infidèles et immoraux (Sodome et Gomorrhe). Dans ce volet, le narrateur découvre que l’homosexualité est très présente autour de lui. Un jour, il découvre celle de monsieur de Charlus ainsi que celle de Jupien, un giletier qui vit près de chez lui. Charlus n’est pas seulement l’amant de Jupien ; riche et cultivé, il est aussi son protecteur. Le narrateur, après la découverte de l’« inversion sexuelle » de Charlus, se rend à une soirée chez la princesse de Guermantes. Cela lui permet d’observer de près le monde de l’aristocratie du faubourg Saint-Germain, et de se livrer à des considérations sur cette partie de la société. Après cette longue soirée, le narrateur rentre chez lui et attend la visite de son amie Albertine ; comme celle-ci se fait attendre, le héros s’irrite et devient anxieux. Finalement, Albertine arrive et la glace fond. Cela dit, le cœur du narrateur est instable. Il lui arrive de ne plus ressentir d’amour pour Albertine, ce qu’il appelle « les intermittences du cœur ». Il fait un deuxième séjour à Balbec. Cette fois-ci, il est seul, sa grand-mère est morte. Cela l’amène à faire des comparaisons avec son premier séjour dans cette station balnéaire. En se déchaussant, il se souvient qu’alors, sa grand-mère avait tenu à lui ôter elle-même ses souliers, par amour pour lui. Ce souvenir le bouleverse ; il comprend seulement maintenant qu’il a perdu pour toujours sa grand-mère qu’il adorait. Ce séjour à Balbec est rythmé par les sentiments en dents de scie que le héros éprouve pour Albertine : tantôt il se sent amoureux, tantôt elle lui est indifférente et il songe à rompre. Il commence d’ailleurs à avoir des soupçons sur elle : il se demande si elle n’est pas lesbienne. Mais il n’arrive pas à avoir de certitudes. À la fin de ce second séjour, il décide d’épouser Albertine, pensant que, ce faisant, il la détournera de ses penchants pour les femmes.

### La Prisonnière
La Prisonnière : Le narrateur est de retour à Paris, dans la maison de ses parents, absents pour le moment. Il y vit avec Albertine, et Françoise, la bonne. Les deux amants ont chacun leur chambre et leur salle de bains. Le narrateur fait tout pour contrôler la vie d’Albertine, afin d’éviter qu’elle donne des rendez-vous à des femmes. Il la maintient pour ainsi dire prisonnière chez lui, et lorsqu’elle sort, il s’arrange pour qu’Andrée, une amie commune aux deux amoureux, suive Albertine dans tous ses déplacements. L’attitude du narrateur est très proche de celle de Swann avec Odette dans Un amour de Swann. L’amour, loin de le rendre heureux, suscite une incessante méfiance, et une jalousie de tous les instants. Le héros se rend compte aussi que malgré toutes ses précautions, Albertine lui est étrangère à bien des égards. Quoi qu’il fasse, elle reste totalement un mystère pour lui. Cette vie en commun ne dure pas longtemps. Un jour, Françoise annonce au narrateur qu’Albertine est partie de bon matin.

### Albertine disparue
Albertine disparue : Dans certaines éditions, ce volet est intitulé La Fugitive (titre originellement voulu par Proust mais que portait déjà un autre livre), titre qui correspond aussi très bien au contenu de cette partie (et qui fait diptyque avec La Prisonnière). Albertine s’est enfuie de chez le narrateur alors que celui-ci commençait à ressentir la plus complète indifférence pour elle. Cela provoque un nouveau revirement de son cœur. Il fait tout pour retrouver sa maîtresse, et veut croire qu’il sera très vite en sa présence. Hélas, il apprend par un télégramme qu’Albertine est morte, victime d’une chute de cheval. Elle lui échappe ainsi définitivement. Son cœur oscille entre souffrance et détachement au fil du temps. Il se livre, auprès d’Andrée, à un travail d’enquêteur pour savoir si oui ou non elle était lesbienne et découvre bientôt que c'était effectivement le cas. Il se rend chez la duchesse de Guermantes et y croise son amour d’enfance, Gilberte Swann, devenue mademoiselle Gilberte de Forcheville : Swann est mort de maladie, et Odette s’est remariée avec monsieur de Forcheville. Swann rêvait de faire admettre sa femme dans les milieux aristocratiques : à titre posthume, son souhait est exaucé par le remariage d’Odette. Le narrateur fait un voyage à Venise avec sa mère. Au retour, il apprend le mariage de Gilberte avec son ami Robert de Saint-Loup. Quelque temps après, il se rend à Tansonville, non loin de Combray, chez les nouveaux mariés. Gilberte se confie au narrateur : elle est malheureuse car Robert la trompe. C’est exact, mais elle croit que c’est avec des femmes alors que Robert est attiré par les hommes.

### Le Temps retrouvé
Le Temps retrouvé : Le début de ce dernier volet se passe encore à Tansonville. Le narrateur, qui voudrait devenir écrivain depuis qu’il est enfant, lit un passage du Journal des Goncourt avant de s’endormir, et cela l’amène à croire qu’il n’est pas capable d’écrire. Il décide de renoncer à devenir écrivain. Nous sommes en pleine Première Guerre mondiale. Le Paris de cette période montre des personnages globalement germanophobes, et totalement préoccupés par ce qui se passe sur le front. Charlus est une exception : il est germanophile. Saint-Loup s’est engagé et il est parti combattre. Il se fait tuer sur le champ de bataille. Après la guerre, le narrateur se rend à une matinée chez la princesse de Guermantes. En chemin, il a de nouveau conscience de son incapacité à écrire. Il attend la fin d’un morceau de musique dans le salon-bibliothèque des Guermantes et le bruit d’une cuiller, la raideur d’une serviette qu’il utilise déclenchent en lui le plaisir qu’il a ressenti autrefois en maintes occasions : en voyant les arbres d’Hudimesnil par exemple. Cette fois-ci, il décide d’approfondir son impression, de découvrir pourquoi certaines sensations le rendent si heureux. Et il comprend enfin que la mémoire involontaire est seule capable de ressusciter le passé, et que l’œuvre d’art permet de vivre une vraie vie, loin des mondanités, qu’elle permet aussi d’abolir les limites imposées par le Temps. Le héros est enfin prêt à créer une œuvre littéraire.

## Analyse
Il est difficile de résumer la Recherche. Mais l'on peut se reporter à des études portant sur l'œuvre de Proust comme l'essai de Gérard Genette : « Comment le petit Marcel est devenu écrivain » (Figures) ou le livre de Jean-Yves Tadié, « Proust et le Roman ». Dans celui-ci Jean-Yves Tadié pense que l'œuvre « a pour sujet sa propre rédaction. » Dans l'article Marcel Proust de l'Encyclopædia universalis, il précise : « Proust a caché son jeu plus qu'aucun autre romancier avant lui, car, si l'on entrevoit que le roman raconte une vocation, on la croit d'abord manquée, on ne devine pas que le héros aura pour mission d'écrire le livre que nous sommes en train de lire. » Pour Tadié, La Recherche est mouvement vers l'avenir de la vocation auquel « se superpose  la plongée vers le passé de la remémoration : le livre sera achevé lorsque tout l’avenir de l’artiste aura rejoint tout le passé de l’enfant. »

### Éléments de réflexion
La démarche de Proust est paradoxale : dans la Recherche, ouvrage très influencé par la vie privée de l'auteur, les événements sont décrits dans les moindres détails, dans un milieu très spécifique (la haute bourgeoisie et l'aristocratie française du début du XXe siècle) ce qui lui permet d'accéder à l'universel : « J’ai eu le malheur de commencer mon livre par le mot « je » et aussitôt on a cru que, au lieu de chercher à découvrir des lois générales, je m’analysais au sens individuel et détestable du mot », écrit Marcel Proust.

#### Influence
La philosophie et l'esthétique de l'œuvre de Proust ne peuvent pas être extraites complètement de leur époque, reflétant en particulier :
- la philosophie de Schopenhauer : selon Anne-Henry, l'influence de ce philosophe est capitale[13],
- la sociologie de Gabriel Tarde[14],
- l'impressionnisme,
- la musique de Wagner,
- l'affaire Dreyfus.

Son style reste cependant très personnel. Ses phrases, souvent longues et à la construction complexe rappellent le style du duc de Saint-Simon, l'un des auteurs qu'il cite le plus souvent. Certaines nécessitent un certain effort de la part du lecteur pour distinguer leur structure et donc leur sens précis. Ses contemporains témoignent que c'était à peu près la langue parlée de l'auteur.
Quant à l'influence de Saint-Simon, Jacques de Lacretelle rapporte que « un professeur américain, M. Herbert de Ley, auteur d'une étude courte mais précise et documentée intitulée Marcel Proust et le duc de Saint-Simon, a constaté que sur quelque quatre cents personnages aristocratiques chez Proust presque la moitié portent des noms qui paraissent dans les Mémoires de Saint-Simon.»
Ce style particulier traduit une volonté de saisir la réalité dans toutes ses dimensions, dans toutes ses perceptions possibles, dans toutes les facettes du prisme des différents intervenants. On rejoint les préoccupations des impressionnistes : la réalité n'a de sens qu'à travers la perception, réelle ou imaginaire, qu'en a le sujet.
Le prisme n'est pas que celui des acteurs, mais aussi celui de l'auteur qui se trouve dans plusieurs angles de vue avec le temps qui passe, le point de vue du moment présent, le point de vue du moment passé, le point de vue du moment passé tel qu'il le revit au présent.
L'œuvre ne se limite pas à cette dimension psychologique et introspective, mais analyse aussi, d'une manière souvent impitoyable, la société de son temps : opposition entre la sphère aristocratique des Guermantes et la bourgeoisie parvenue des Verdurin, auxquelles il faut ajouter le monde des domestiques représenté par Françoise. Au fil des tomes, l'œuvre reflète aussi l'histoire contemporaine, depuis les controverses de l'affaire Dreyfus jusqu'à la guerre de 1914-1918.

#### À propos du temps et des lieux dela Recherche
L'action s'inscrit dans un temps parfaitement défini, de nombreuses références historiques sont là pour fixer le temps de la Recherche :
- Swann, quand il commence à fréquenter le salon des Verdurin, déjeune un jour chez M. Grévy, à l'Élysée ; les Verdurin ont assisté à l'enterrement de Gambetta[16].
- Il est question dans A l'ombre des jeunes filles en fleurs de la visite du tsar Nicolas II à Paris à l'automne 1896[17].

Mais il ne faut pas chercher à rendre toutes ces allusions cohérentes.
De même, les lieux de la Recherche sont souvent parfaitement identifiables:
- Quand elle rencontre Swann, Odette de Crécy habite rue La Pérouse, derrière l'Arc de triomphe ; Swann, le quai d'Orléans.
- Le narrateur et Gilberte Swann jouent dans les jardins des Champs-Élysées.

#### Un roman d'apprentissage selon Gilles Deleuze
Deleuze voit dans La Recherche un roman d'apprentissage sur les signes. Il y a consacré un livre, Proust et les signes, 1964.

### Personnages principaux
- le narrateur
- sa mère
- sa grand-mère
- Albertine
- Françoise

Arbre généalogique des principaux personnages.

- Charles Swann : inspiré par Charles Haas (1832-1902)
- Odette Swann : Laure Hayman, amie de Proust et de Paul Bourget, serait le modèle supposé du personnage
- Gilberte Swann
- Robert de Saint-Loup ; inspiré en partie par le prince Léon Radziwill, par Gaston Arman de Caillavet et par le duc de Guiche
- le baron de Charlus, inspiré par Robert de Montesquiou[19]
- la duchesse de Guermantes : inspirée notamment par Mme Straus, la comtesse de Chevigné et par la comtesse Greffulhe[19]
- Madame Verdurin : inspirée en partie par Madame Arman de Caillavet

mais aussi des représentants emblématiques des arts (Bergotte pour la littérature, Vinteuil pour la musique, Elstir pour la peinture), de la médecine (le docteur Cottard), etc.

Quelques sources d'inspiration
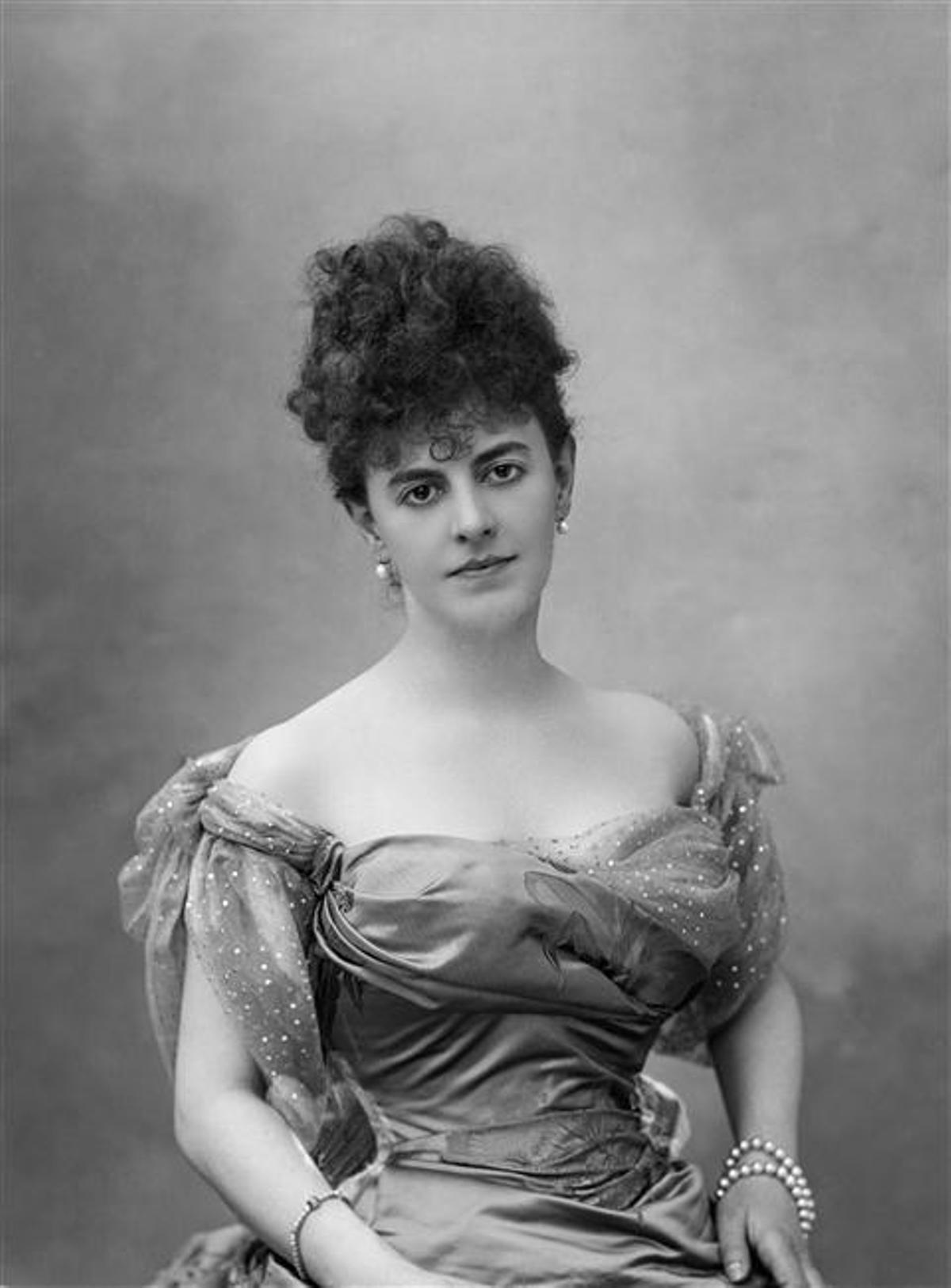
Comtesse Greffulhe, née Élisabeth de Caraman-Chimay
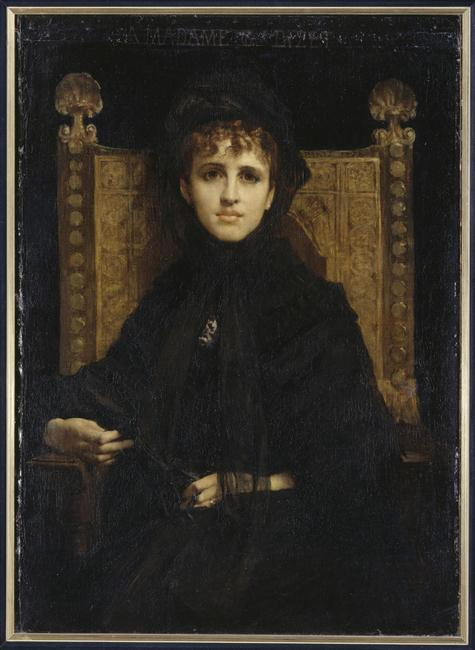
Mme Straus, née Geneviève Halévy
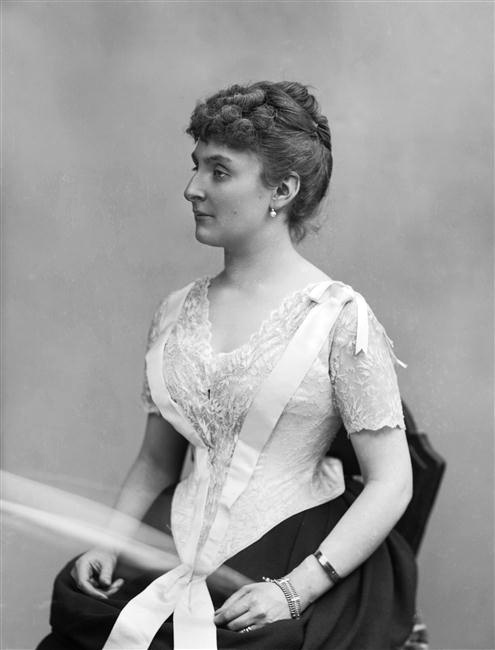
Comtesse de Chevigné, née Laure de Sade
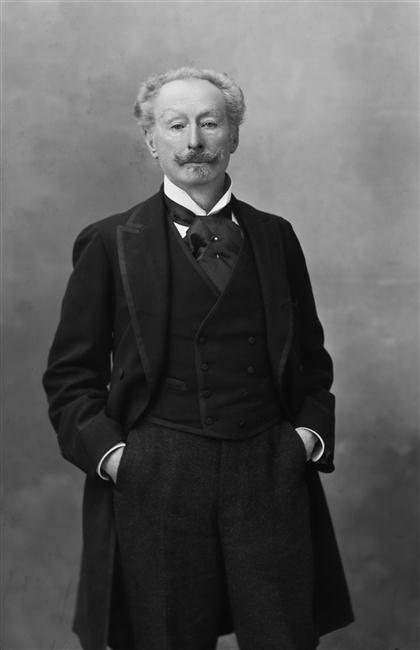
Charles Haas photographié par Nadar (1895)
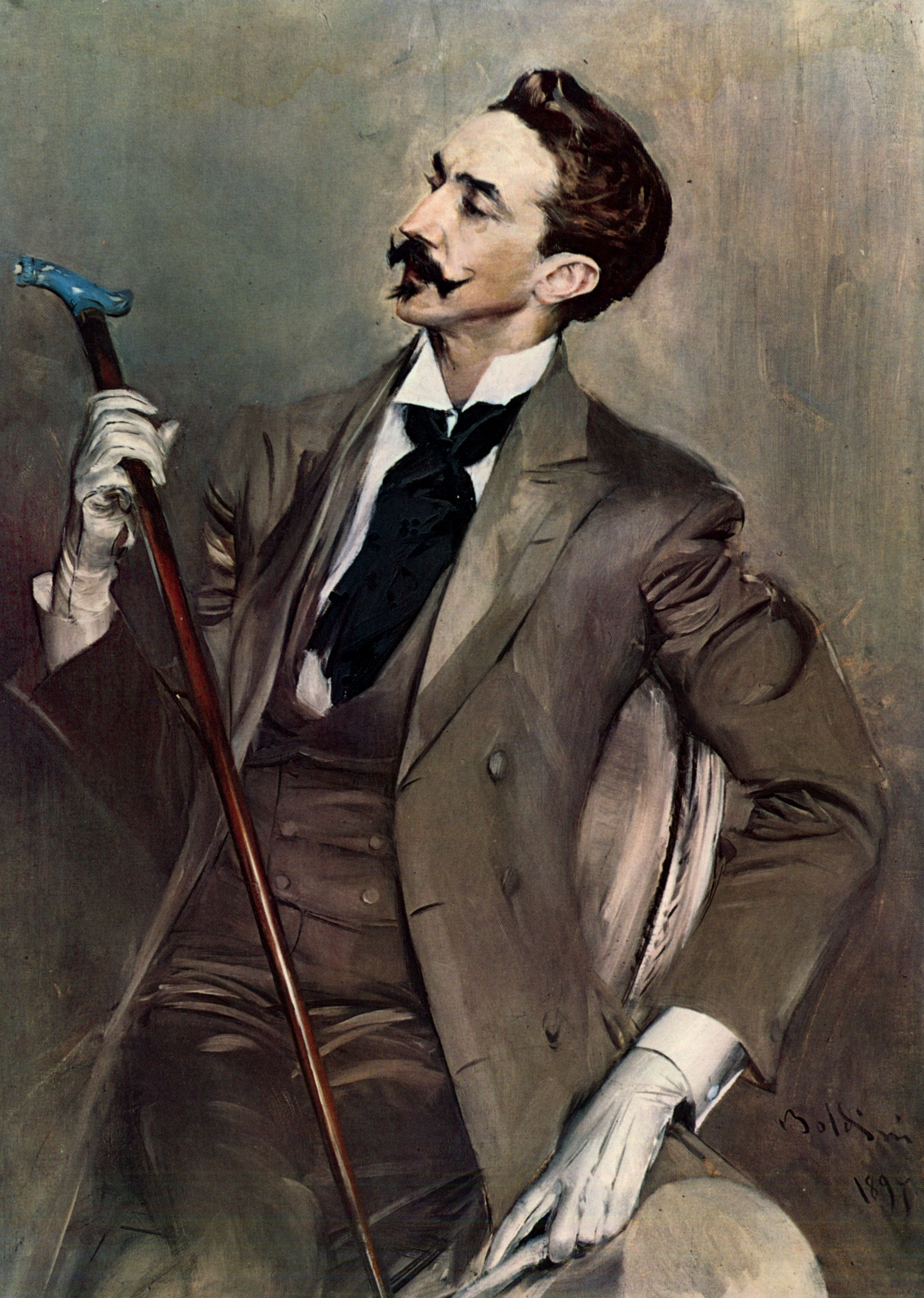
Robert de Montesquiou, peint par Giovanni Boldini (1897)

## Éditions

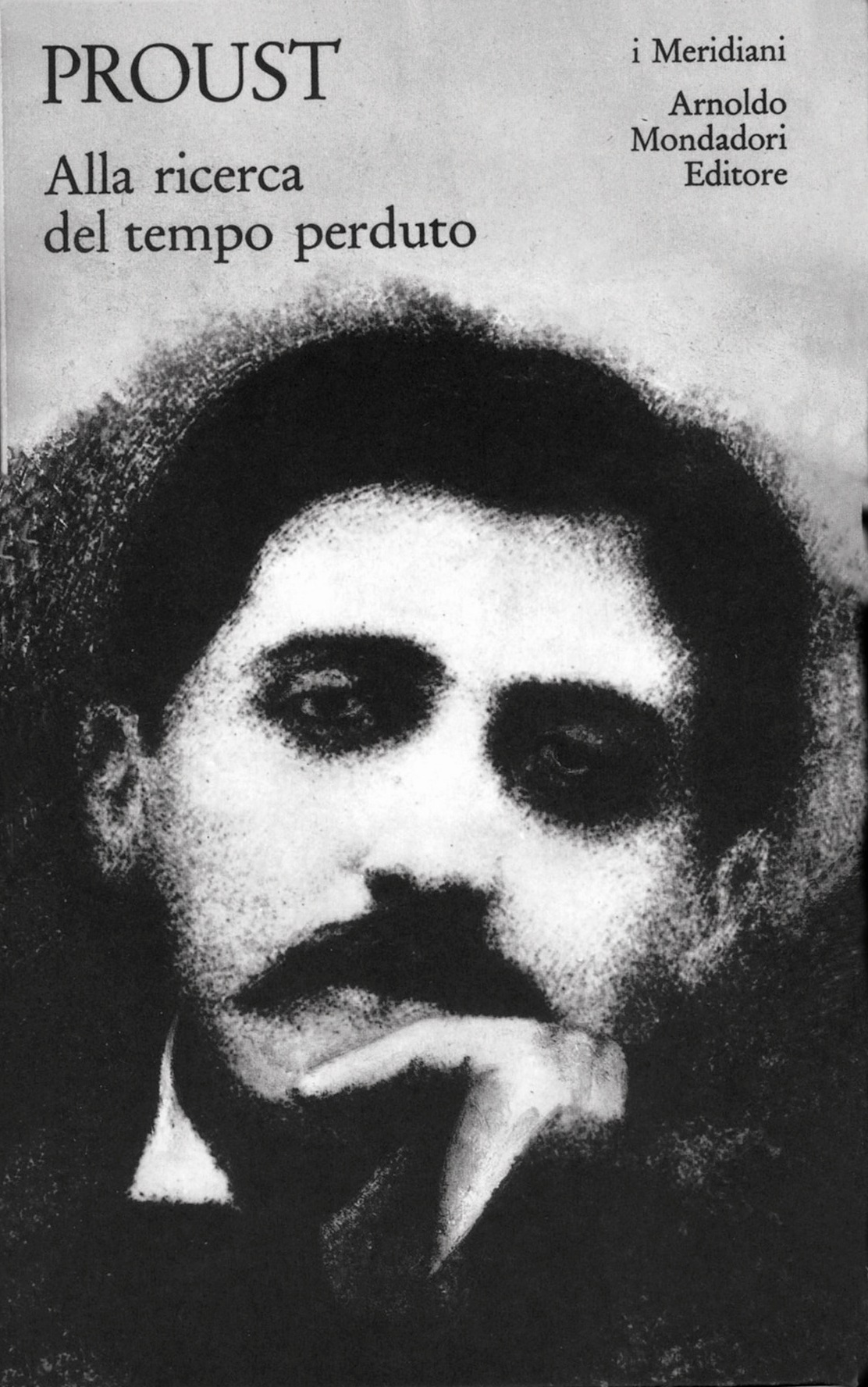
Édition italienne, I Meridiani, Mondadori, 1983.

- Gallimard : les cinq versions chez Gallimard utilisent toutes le même texte :
  - Pléiade : édition en 4 volumes, reliée cuir, avec notes et variantes
  - Pléiade : édition à tirage limité en 2 volumes, reliée cuir, sans appareil critique
  - Folio : édition en 7 volumes, poche
  - Collection blanche : édition en 7 volumes, grand format
  - Quarto : édition en 1 volume, grand format
- Garnier-Flammarion : édition en 10 volumes, poche
- Livre de Poche : édition en 7 volumes, poche
- Bouquins : édition en 3 volumes, grand format
- Omnibus : édition en 2 volumes, grand format
- Intégrale de À la recherche du temps perdu, lu par André Dussollier, Guillaume Gallienne, Michaël Lonsdale, Denis Podalydès, Robin Renucci et Lambert Wilson aux éditions Thélème.

## Illustrations
- Philippe Jullian a illustré la Recherche (Éditions La Gerbe illustrée, NRF, Gallimard, 1969) ;
- Jacques Pecnard a illustré la Recherche (Éditions Sauret, 1981) ;
- Yan Nascimbene a illustré Du côté de chez Swann (Éditions Futuropolis Gallimard, 1990) ; Hermine David aussi (éditions Gallimard, le rayon d'or, 1951) ;
- Emili Grau i Sala a illustré la Recherche (éditions Plaisir du livre, 1963)

## Adaptations

### Adaptations cinématographiques
- 1984 : Un amour de Swann, film franco-allemand réalisé par Volker Schlöndorff, avec Jeremy Irons        (Charles Swann),Ornella Muti (Odette de Crécy) et Alain Delon (Baron de Charlus).
- 1999 : Le temps retrouvé, film franco-italo-portugais réalisé par Raoul Ruiz, avec Catherine Deneuve, Emmanuelle Béart et John Malkovich
- 2000 : La Captive, film franco-belge réalisé par Chantal Akerman, adaptation libre de La Prisonnière

### Adaptations télévisuelles
- 1971 : Les Cent Livres : À la recherche du temps perdu, émission littéraire française réalisée par Claude Santelli
- 1988 : The Modern World: Ten Great Writers, épisode Marcel Proust's 'A la recherche du temps perdu' réalisé par Nigel Wattis
- 2011 : À la recherche du temps perdu, téléfilm français réalisé par Nina Companeez

### Bande dessinée
- À la recherche du temps perdu (bande dessinée), par Stéphane Heuet, Delcourt, 8 volumes, 1998-2021. À ce jour (septembre 2021) ne comprend que Du côté de chez Swann et A l'ombre des jeunes filles en fleurs.

### Autres adaptations
- Marcel Proust et studio Variety artworks (trad. du japonais par Julien Lefebvre-Paquet), À la recherche du temps perdu, Toulon  Paris, Soleil, coll. « manga : classiques », 2011, 192 p. (ISBN 978-2-302-01879-2, OCLC 780288725)
- Proust pour Rire - Bréviaire jubilatoire de « À la recherche du temps perdu », par Laure Hillerin, Flammarion, 2016
- Le designer de mobilier Anthony Guerrée a entamé en 2013 un travail d'adaptation en assises des personnages de la Recherche. Cela a donné lieu en 2020 à la parution d'un livre-objet intitulé "Les Assises du temps perdu" chez Bouclard Éditions, en collaboration avec l'autrice Émilie Houssa et Jérôme Bastianelli, et le soutien de l'Atelier Jespers  (ISBN 978-2-9565635-4-9)
- L'artiste Nicolas Lelièvre, dans un projet intitulé Dans l'ordre (2018), a créé un livre d'artiste reprenant le premier tome de la Recherche, dans lequel il a classé tous les mots dans l'ordre alphabétique.
- Christophe Honoré prépara une adaptation du Côté de Guermantes à la Comédie Française, la première étant programmée au 23 avril 2020. En raison de la crise du Covid-19, le spectacle est finalement créé en septembre 2020, puis repris en février 2023. Il tira un film de cette expérience, appelé Guermantes.

## Divers
À l'occasion du centième anniversaire de la mort de Marcel Proust, la BnF propose, du 11 octobre 2022 au 22 janvier 2023, une exposition consacrée à La recherche du temps perdu, qui rassemble près de 370 documents (manuscrits, tableaux, photographies, objets, costumes).

#### Ouvrages généraux
- Pierre Abraham, Proust, Paris, Rieder, 1930
- Pierre Assouline, Autodictionnaire Proust, Paris, Omnibus, 2011
- Samuel Beckett, Proust, essai composé en anglais en 1930, traduit en français par É. Fournier, Paris, Les Éditions de Minuit, 1990
- Annick Bouillaguet, Brian G. Rogers (dir.), Dictionnaire Marcel Proust, Paris, Honoré Champion, coll. « Dictionnaires et références », 2004
- Maurice Bardèche, Marcel Proust romancier, Les Sept Couleurs, 1971
- Georges Cattaui, Marcel Proust, Proust et son Temps, Proust et le Temps, préface de Daniel-Rops, Paris, Éditions Julliard, 1953
- Philippe Chardin, Proust ou le bonheur du petit personnage qui compare, Paris, Éditions Honoré Champion, 2006
- Philippe Chardin, Originalités proustiennes, Paris, Éditions Kimé, 2010
- Pietro Citati, La Colombe poignardée, Proust et la Recherche, Paris, Éditions Gallimard, 1997
- Ernst Robert Curtius, Marcel Proust, Paris, La Revue Nouvelle, 1928
- Gilles Deleuze, Proust et les signes, Paris, PUF, 1970
- Ghislain de Diesbach, Proust, Paris, Perrin, 1991
- Roger Duchêne, L'Impossible Marcel Proust, Paris, Éditions Robert Laffont, 1994
- Jean-Paul & Raphaël Enthoven, Dictionnaire amoureux de Marcel Proust, Paris, Plon, 2013
- Michel Erman, Marcel Proust, Paris, Fayard, 1994
- Ramon Fernandez, À la gloire de Proust, Éditions de La Nouvelle Revue Critique, 1943 ; rééd. Paris, Ramon Fernandez (préf. Dominique Fernandez), Proust, Paris, B. Grasset, coll. « Les cahiers rouges », 2009, 281 p. (ISBN 978-2-246-07522-6)
- Luc Fraisse, L'Éclectisme philosophique de Marcel Proust, Paris, Presses de l'université Paris-Sorbonne, coll. « Lettres françaises », 2013
- Anne Henry, La tentation de Marcel Proust, Paris, Presses universitaires de France, coll. « Perspectives critiques », 2000, 224 p. (ISBN 978-2-13-051075-8, OCLC 46634317)
- Edmond Jaloux, Avec Marcel Proust, Genève, La Palatine, 1953
- Julia Kristeva, Le temps sensible : Proust et l'expérience littéraire, Paris, Gallimard, coll. « Folio Essai », 2000
- Yves Lelong, Proust, la santé du malheur, Paris, Séguier, 1988
- Giovanni Macchia, L'Ange de la Nuit (Sur Proust), Paris, Gallimard, 1993
- Diane de Margerie, Proust et l'obscur, Paris, Albin Michel, 2010
- Patrick Mathieu, Proust, Une question de vision. Pulsions scopiques, photographies et représentations littéraires, Paris, Éditions L'Harmattan, 2009
- Claude Mauriac, Proust par lui-même, Paris, Le Seuil, 1953, coll. « Écrivains de toujours »
- François Mauriac, Du côté de chez Proust, Paris, La Table ronde, 1947
- André Maurois, À la recherche de Marcel Proust, Paris, Hachette, 1949
- André Maurois, Le Monde de Marcel Proust, Paris, Hachette, 1960
- George D. Painter, Marcel Proust, 2 vol., Paris, Mercure de France, 1966-1968, traduit de l'anglais et préfacé par Georges Cattaui ; édition revue, en un volume, corrigée et augmentée d'une nouvelle préface de l'auteur, Paris, Mercure de France, 1992
- Gaëtan Picon, Lecture de Marcel Proust, Paris, Mercure de France, 1963
- Léon Pierre-Quint, Marcel Proust, sa vie, son œuvre, Paris, Éditions du Sagittaire, 1946
- Jean-François Revel, Sur Proust, Paris, Grasset, coll. « Les Cahiers rouges », 1987
- Jean-Pierre Richard, Proust et le monde sensible, Paris, Le Seuil, 1974
- Ernest Seillière, Marcel Proust, Éditions de La Nouvelle Revue critique, 1931
- Anne Simon, Proust ou le réel retrouvé, Paris, PUF, 2000
- Jean-Yves Tadié, Marcel Proust, Paris, Gallimard, coll. « NRF/Biographies », 1996
- Jean-Yves Tadié, De Proust à Dumas, Paris, Gallimard, coll. « Blanche », 2006
- Edmund White, Marcel Proust, Paris, Éditions Fides, 2001

- Bernard van de Walle de Ghelcqe, 'Proust et les nobles'in Bulletin de l'ANRB, Bruxelles, 2022, N° 312, pp. 44-100.

#### Monographies
- Céleste Albaret (et Georges Belmont), Monsieur Proust, Robert Laffont, 1973
- Jacques Bersani (éd.), Les Critiques de notre temps et Proust, Garnier, 1971
- Catherine Bidou-Zachariasen, Proust sociologue. De la maison aristocratique au salon bourgeois, Descartes, 1997
- Maurice Blanchot, « L'étonnante patience », chapitre consacré à Marcel Proust dans le Livre à venir, Gallimard, 1959
- Brassaï, Marcel Proust sous l'emprise de la photographie, Gallimard, 1997
- Étienne Brunet (préf. J.Y. Tadié), Le Vocabulaire de Proust, vol. 3 : avec l’Index complet et synoptique de À la recherche du temps perdu, Genève Paris, Slatkine Diffusion Champion, 1983, 1918 p. (ISBN 978-2-05-100474-9)
- Alain Buisine, Proust et ses lettres, Presses universitaires de Lille, coll. « Objet », 1983
- Józef Czapski, Proust contre la déchéance : Conférence au camp de Griazowietz, Noir sur blanc, 2004 et 2011
- Serge Doubrovsky, La Place de la madeleine, Écriture et fantasme chez Proust, Mercure de France, 1974
- Robert Dreyfus, Souvenirs sur Marcel Proust (accompagnés de lettres inédites), Paris, Grasset, 1926
- Clovis Duveau, Proust à Orléans, édité par les Musées d'Orléans, 1998
- Michel Erman, Le Bottin proustien. Qui est dans "La Recherche" ?, Paris, La Table Ronde, 2010
- Michel Erman, Le Bottin des lieux proustiens, La Table ronde, 2011
- Luc Fraisse, L'Œuvre cathédrale. Proust et l'architecture médiévale, José Corti, 1990, 574 pages
- Louis Gautier-Vignal, Proust connu et inconnu, Robert Laffont, 1976
- Geneviève Henrot Sostero, Pragmatique de l'anthroponyme dans À la recherche du temps perdu, Paris, Champion, 2011
- Laure Hillerin, La comtesse Greffulhe, L'ombre des Guermantes, partie V, La Chambre noire des Guermantes consacrée à Marcel Proust
- Elisabeth Ladenson, Proust lesbien (préface d'Antoine Compagnon), éd. EPEL 2004
- Nathalie Mauriac Dyer, Proust inachevé, le dossier Albertine disparue, Éditions Honoré Champion, 2005
- Marie Miguet-Ollagnier, La Mythologie de Marcel Proust, Paris, Les Belles Lettres, coll. « Annales littéraires de l'Université de Besançon », 1982, 425 p. (ISBN 2-251-60276-3)
- Mireille Naturel et Patricia Mante-Proust, Marcel Proust. L’Arche et la Colombe, Michel Lafon, 2012
- Christian Péchenard, Proust à Cabourg ; Proust et son père ; Proust et Céleste, in Proust et les autres, Éditions de la Table ronde, 1999
- Léon Pierre-Quint, Comment travaillait Proust, Bibliographie, Les Cahiers Libres, 1928
- Georges Poulet, L'Espace proustien, Gallimard, 1963
- Henri Raczymow, Le Cygne de Proust, Éditions Gallimard, coll. « L'un et l'autre », 1990
- Henri Raczymow, Le Paris retrouvé de Marcel Proust, Parigramme, 1995
- Jean Recanati, Profils juifs de Marcel Proust, Paris, Buchet-Chastel, 1979
- Thomas Ravier, Éloge du matricide : essai sur Proust, Paris, France, Gallimard, coll. « Infini », 2007, 200 p. (ISBN 978-2-07-078443-1, OCLC 123176786)
- Jacqueline Risset, Une certaine joie. Essai sur Proust, Éditions Hermann, 2009
- Jean-Yves Tadié, Proust et ses amis, Paris, Gallimard, coll. « Cahiers de la NRF », 2010, 294 p. (ISBN 978-2-07-012961-4, OCLC 688495564)

- (en) Caroline Weber, Proust's Duchess. How three celebrated women captured the imagination of fin-de-siècle Paris, New York, Vintage books, 2018, 715 p. (lire en ligne).

#### Bases de données et dictionnaires
- Ressource relative à la musique :   - MusicBrainz (œuvres)
- Notices dans des dictionnaires ou encyclopédies généralistes :   - Britannica
  - Den Store Danske Encyklopædi
  - Enciclopedia De Agostini
  - Gran Enciclopèdia Catalana
  - Nationalencyklopedin
  - Store norske leksikon
  - Universalis
- Notices d'autorité :   - VIAF
  - BnF (données)
  - IdRef
  - LCCN
  - GND
  - Espagne
  - Pologne
  - Israël
  - Catalogne
  - Suède
  - Croatie
  - Brésil
  - Grèce
  - WorldCat